# Norwegischer Fußballpokal der Männer 1922
Der norwegische Fußballpokal 1922 (kurz auch NM-Cup 1922 genannt) war die 21. Austragung des Fußballpokalwettbewerbs der Männer. Pokalsieger wurde Vorjahresfinalist Odds BK. Das Team setzte sich im Finale gegen den Kvik Halden FK durch.

## 1. Runde
Fünf Vereine erhielten ein Freilos: Brann Bergen, Frigg Oslo FK, IF Ready, Sarpsborg FK und SK Tryggkameratene
| Datum      |                       | Ergebnis    |                          |
| ---------- | --------------------- | ----------- | ------------------------ |
| 06.08.1922 | IL Braatt             | 3:1         | Kristiansund FK          |
|            | SK Djerv              | 1:0         | SK Hardy                 |
|            | SBK Drafn             | 4:0         | Kristiania-Kameratene    |
|            | Drammens BK           | 4:1         | Agnes IL                 |
|            | Eidsvold IF           | 3:0         | Dokken IL                |
|            | SK Falk Horten        | 3:1         | Oppegaard IL             |
|            | Fet IL                | 1:3         | Bryn AK                  |
|            | Flekkefjord FK        | 1           | IL Brodd                 |
|            | Fram Larvik           | 5:0         | SK Snøgg                 |
|            | FK Fremad Lillehammer | 2:2 n. V. 2 | Lillestrøm SK            |
|            | IK Grane Arendal      | 0:7         | Storms BK                |
|            | Halsen IF             | 1:3         | Larvik Turn              |
|            | Hamar IL              | 5:1         | Bøn FK                   |
|            | FK Kjapp Rjukan       | 4:1         | Pors Grenland            |
|            | Kongsvinger IL        | 6:1         | Kirkenær FK              |
|            | Kråkstad IL           | 00:14       | Fredrikstad FK           |
|            | Kvik Halden FK        | 8:0         | Stabæk IF                |
|            | FK Kvik Trondheim     | 2:1         | IL Sverre                |
|            | Lillestrøm BK         | 2:3         | SFK Trygg Oslo           |
|            | FK Lyn                | 6:0         | Fagforeningenes IL Hamar |
|            | FK Mercur             | 0:5         | SK Freidig               |
|            | Molde FK              | 0:6         | Aalesunds FK             |
|            | Neset FK              | 0:1         | SK Brage                 |
|            | Odds BK               | 7:0         | Kragerø IF               |
|            | Rendalen IL           | 2:0         | Tyldal IL                |
|            | Ski IL                | 0:6         | Moss FK                  |
|            | Skotfoss TIF          | 4:2         | Mjøndalen IF             |
|            | Slemmestad IF         | 0:4         | SFK Mercantile Oslo      |
|            | BK Smart              | 1:0         | Åndalsnes IF             |
|            | SK 1910 Oslo          | 0:6         | SBK Skiold               |
|            | Start Kristiansand    | 10:00       | FK Mandalskameratene     |
|            | Stavanger IF          | 3:0         | SK Vard Haugesund        |
|            | Steinkjer FK          | 0:1         | SK Rapp                  |
|            | Strømsgodset IF       | 0:0 n. V.   | Tønsbergs TF             |
|            | Torp IF               | 0:1         | SFK Lyn Oslo             |
|            | Tynset IF             | 3:1         | Røros IL                 |
|            | Urædd FK              | 6:1         | Sandefjord BK            |
|            | FK Vidar              | 0:4         | FK Donn                  |
|            | Viking Stavanger      | 5:2         | Stavanger BK             |
|            | Vålerenga Oslo        | 6:0         | Nordstrand IF            |
|            | FK Ørn                | 7:0         | Hafslund IF              |

## 2. Runde
Sieben Vereine erhielten ein Freilos: Fram Larvik, SK Freidig, FK Lyn, Odds BK, Skotfoss TIF, SFK Trygg Oslo und FK Ørn
| Datum      |                    | Ergebnis  |                       |
| ---------- | ------------------ | --------- | --------------------- |
| ??.??.1922 | SK Brage           | 8:0       | Tynset IF             |
|            | IL Brodd           | w. o.     | Flekkefjord FK        |
|            | SK Djerv           | 1:4       | Stavanger IF          |
|            | FK Donn            | 4:3       | Start Kristiansand    |
|            | SBK Drafn          | 9:1       | Kongsvinger IL        |
|            | SK Falk Horten     | 0:2       | Frigg Oslo FK         |
|            | Fredrikstad FK     | 4:0       | Vålerenga Oslo        |
|            | FK Kvik Trondheim  | 7:0       | Rendalen IL           |
|            | Larvik Turn        | 7:1       | Hamar IL              |
|            | Lillestrøm SK      | 6:2       | FK Fremad Lillehammer |
|            | SFK Lyn Oslo       | 7:1       | Drammens BK           |
|            | Moss FK            | 2:0       | Eidsvold IF           |
|            | IF Ready           | 5:1       | Urædd FK              |
|            | SK Rollon          | 3:0       | IL Braatt             |
|            | Sarpsborg FK       | 3:0       | Bryn AK               |
|            | SBK Skiold         | 1:3       | SFK Mercantile Oslo   |
|            | BK Smart           | 2:5       | Aalesunds FK          |
|            | Storms BK          | 1:0       | FK Kjapp Rjukan       |
|            | Strømsgodset IF    | 3:2 n. V. | Tønsbergs TF          |
|            | SK Tryggkameratene | 5:2       | SK Rapp               |
|            | Viking Stavanger   | 1:8       | Brann Bergen          |

## 3. Runde
Vier Vereine erhielten ein Freilos: Brann Bergen, Frigg Oslo FK, SFK Lyn Oslo und SFK Mercantile Oslo.
| Datum      |                     | Ergebnis  |                     |
| ---------- | ------------------- | --------- | ------------------- |
| 20.08.1922 | Aalesunds FK        | 5:1       | SK Rollon           |
|            | Stavanger IF        | 5:1       | IL Brodd            |
|            | FK Donn             | 0:2       | Larvik Turn         |
|            | SBK Drafn           | 1:0       | Storms BK           |
|            | Fram Larvik         | 0:2       | Sarpsborg FK        |
|            | Fredrikstad FK      | 8:1       | Lillestrøm SK       |
|            | FK Lyn              | 5:3       | SK Freidig          |
|            | SFK Trygg Oslo      | 2:9       | Kvik Halden FK      |
|            | Moss FK             | 2:0       | Skotfoss TIF        |
|            | Odds BK             | 4:3       | IF Ready            |
|            | Strømsgodset IF     | 2:3 n. V. | FK Ørn              |
| 24.08.1922 | FK Kvik Trondheim 4 | 7:0       | SK Tryggkameratene  |
| 27.08.1922 | SK Brage            | 0:2       | FK Kvik Trondheim 4 |

## 4. Runde
| Datum      |                     | Ergebnis |                |
| ---------- | ------------------- | -------- | -------------- |
| 03.09.1922 | Aalesunds FK        | 0:3      | SBK Drafn      |
|            | Larvik Turn         | 3:1      | Brann Bergen   |
|            | FK Kvik Trondheim   | 3:1      | Fredrikstad FK |
|            | Frigg Oslo FK       | 0:3      | Moss FK        |
|            | Stavanger IF        | 1:4      | Kvik Halden FK |
|            | FK Ørn              | 3:0      | FK Lyn         |
|            | Sarpsborg FK        | 2:1      | SFK Lyn Oslo   |
|            | SFK Mercantile Oslo | 1:4      | Odds BK        |

## Viertelfinale
| Datum      |                   | Ergebnis |                |
| ---------- | ----------------- | -------- | -------------- |
| 17.09.1922 | FK Ørn            | 4:2      | SBK Drafn      |
|            | FK Kvik Trondheim | 3:5      | Kvik Halden FK |
|            | Odds BK           | 2:1      | Larvik Turn    |
|            | Sarpsborg FK      | 0:1      | Moss FK        |

## Halbfinale
| Datum      |         | Ergebnis |                |
| ---------- | ------- | -------- | -------------- |
| 01.10.1922 | Moss FK | 0:1      | Kvik Halden FK |
|            | FK Ørn  | 1:2      | Odds BK        |

## Finale
| Odds BK                                    | Odds BK | Kvik Halden FK | Kvik Halden FK |
| ------------------------------------------ | --- | --- | -------------- |
| Odds BK                                    | \| Finale \| \| 15. Oktober 1922 in Bergen (Brann-Stadion) \| \| Ergebnis: 5:1 (2:0) \| \| Zuschauer: 8.000 \| \| Schiedsrichter: Thorvald E. Johnsen \| \| Spielbericht \|                        | \| Finale \| \| 15. Oktober 1922 in Bergen (Brann-Stadion) \| \| Ergebnis: 5:1 (2:0) \| \| Zuschauer: 8.000 \| \| Schiedsrichter: Thorvald E. Johnsen \| \| Spielbericht \| | Kvik Halden FK |
| Odds BK                                    | Ingolf Pedersen – Peder Henriksen, Thaulow Goberg – Tidemand Nilsen, Sigurd Eek, Ronald Haakonsen – Nils Thorstensen, Haakon Haakonsen, Bertel Ulrichsen, Einar Gundersen, Martinius Kristoffersen | | Kvik Halden FK |
| Odds BK                                    | 1:0 Sigurd Eek (5.) 2:0 Bertel Ulrichsen (20.) 3:0 Ronald Haakonsen (20.) 4:0 Einar Gundersen (20.) 5:0 Johan Svendsen (81., Eigentor)                                                             | 5:1 Wilhelm Nielsen (85.) | Kvik Halden FK |
| Finale                                     | | |                |
| 15. Oktober 1922 in Bergen (Brann-Stadion) | | |                |
| Ergebnis: 5:1 (2:0)                        | | |                |
| Zuschauer: 8.000                           | | |                |
| Schiedsrichter: Thorvald E. Johnsen        | | |                |
| Spielbericht                               | | |                |